# 15386 Nicolini
15386 Nicolini (1997 ST4) là một tiểu hành tinh vành đai chính.